# فیزیک مولکولی

بخشی از پروتئین آلفا هلیکس که به‌طور حرارتی تحریک شده است. علاوه بر حالت‌های کوانتوم الکترونیکی، مولکول‌ها درجات آزادی داخلی دارند که به حرکت چرخشی و ارتعاشی مرتبط می‌شوند. در دماهای قابل دسترس، بسیاری از این حالات حرکتی جدید تحریک می‌شوند و نتیجه حرکت پیوسته‌ای است که در بالا مشاهده می‌شود.

فیزیک مولکولی دانش بررسی مولکول‌ها و پیوندهای شیمیایی بین اتم‌های است که آن‌ها را به هم می‌چسباند. مهمترین روش بررسی آزمایشگاهی آن زیرروش‌های گوناگون طیف‌نمایی است. این زیرشاخهٔ فیزیک رابطهٔ نزدیکی با فیزیک اتمی دارد و همپوشانی بسیاری با فیزیک نظری، فیزیک‌شیمی (physical chemistry) و شیمی‌فیزیک (chemical physics) دارد.

## ساختار مولکولی
در یک مولکول، الکترون‌ها و هسته‌ها تحت تاثیر برهمکنش کولونی هستند. با این حال، هسته‌ها تقریباً در مکان‌های ثابت در مولکول باقی می‌مانند در حالی که الکترون‌ها به طور قابل ملاحظه‌ای حرکت می‌کنند. این تصویر از مولکول به دلیلی سنگینی قابل توجه هسته‌ها در مقایسه با الکترون‌ها است، بنابراین با یک نیرو یکسان کمتر حرکت میکنند. آزمایش‌های پراکندگی نوترون بر روی مولکول‌ها این توضیح را تایید می‌کنند.

## مراجع
- مشارکت‌کنندگان ویکی‌پدیا. «فیزیک مولکولی». در دانشنامهٔ ویکی‌پدیای انگلیسی، بازبینی‌شده در ۱۳ مارس ۲۰۰۸.

1. ↑  Physics of Atoms and Molecules.